# Pellojoki
Pellojoki is een rivier die stroomt in de Finse gemeente Pello in de regio Lapland. De rivier voedt en ontwatert het Pellojärvi. De rivier is 19.550 meter lang en stroomt bij Pello de Torne in.
Afwatering: Pellojoki →  Torne → Botnische Golf